# Emma
Emma je komičen roman angleške pisateljice Jane Austen, ki je bil prvič objavljen decembra leta 1815.
Zgodba govori o mladi gospodični Emmi Woodhouse, ki rada namešča poroke svojim prijateljem.